# Lista över offentlig konst i Flens kommun
Lista över offentlig konst i Flens kommun är en ofullständig förteckning över offentlig konst i Flens kommun.
| Titel                                 | Konstnär(er)                                 | Årtal | Beskrivning                                  | Typ - material    | Stadsdel/ort | Plats Koordinater                                                                             | Bild                                  |
| ------------------------------------- | -------------------------------------------- | ----- | -------------------------------------------- | ----------------- | ------------ | --------------------------------------------------------------------------------------------- | ------------------------------------- |
| Snäcka, åkerfräken, ekollon och eklöv | Uta Jacobs                                   |       | Skulpturer                                   | Marmor            |              | Norra kungsgatan 3 59.05956, 16.59118                                                         | Snäcka, åkerfräken, ekollon och eklöv |
| Faun och Freja                        | Marita Norin                                 |       | Skulpturer                                   | Brons             |              | Norra kungsgatan 12 59.05965, 16.59142                                                        | Faun och Freja                        |
| Tonåring                              | Inga Hellman Lindahl                         | 1965  | Skulptur                                     | Brons             |              | Södra Järnvägsgatan 3-4 59.0573, 16.59057                                                     | Tonåring                              |
| Vertikal strävan                      | Leif Bolter och Björn S. Jonsson             | 1976  | Fontän och vattendamm                        | Aluminium         |              | Södra Järnvägsgatan 13-9 59.05675, 16.58927                                                   | Vertikal strävan                      |
| Ordlek i Flen                         | Torolf Agnar Engström                        | 1964  | Skulptur                                     | Väggskulptur      |              | Sveavägen 1 59.05566, 16.58956                                                                | Ordlek i Flen                         |
| Kvinna med krus                       | Stig Blomberg                                |       | Skulptur                                     |                   |              | Sveaparken 59.05659, 16.5884                                                                  | Kvinna med krus                       |
| Flen på spåret                        | Inger-linnea Carlsson och Christina Lindblom |       | 15 målningar                                 |                   |              | Flens station 59.0578, 16.58888                                                               | Flen på spåret                        |
| Gycklare                              | Bror Marklund                                | 1970  | 3 delar av emaljerad plåt och brons          |                   |              | Storgatan 15 59.05847, 16.58398                                                               | Gycklare                              |
| Flamingo                              | Sven Frick                                   | 1967  | Skulptur föreställande konstnärens greyhound |                   |              | Parken mellan Stenhammraskolan, storgatan sörmlandsgatan och drottninggatan 59.0591, 16.58466 | Flamingo                              |
| Den mexikanska stolen                 | Gunnel Frieberg                              | 1967  | Skulptur                                     | Brons             |              | Stenhammarskolans huvudentré 59.05868, 16.58353                                               | Den mexikanska stolen                 |
| Mötet                                 | Gunnar Carl Nilsson                          | 2019  | Skulptur                                     |                   |              | Stenhammraskolan 59.05861, 16.58111                                                           | Mötet                                 |
| Paddan                                | Uta Jacobs                                   |       | Skulptur                                     | Sten              |              | Placerad på gården till servicehuset drejskivan 59.05981, 16.58998                            | Paddan                                |
| Borta bra men hemma bäst              | Anya Blom                                    | 2017  | Väggmålning                                  |                   |              | Södra Kungsgatan 16B 59.05562, 16.59602                                                       | Borta bra men hemma bäst              |
| Violenrondell                         | Uta Jacobs                                   | 2007  | Skulptur                                     | Granit och mosaik |              | Rondell, väg 57 och Brogatan 59.05124, 16.59853                                               | Violenrondell                         |
| Mås                                   | Karl-Gunnar Lindahl                          |       | Skulptur                                     | Brons             |              | Stenhammarskolan 59.05837, 16.58215                                                           | Mås                                   |
| Okänd                                 | Okänd                                        |       | Relief                                       | Brons             |              | Norra kungsgatan 26 59.06145, 16.59333                                                        | Okänd                                 |